# Timur Biekmambietow
Timur Nuruachitowicz Biekmambietow (ros. Тимур Нуруахитович Бекмамбетов; ur. 25 czerwca 1961 w Gurjewie) – kazachski reżyser, scenarzysta i producent filmowy, pracujący z powodzeniem zarówno w Rosji, jak i w Hollywood.

## Życiorys
Timur Biekmambietow urodził się w miejscowości Gurjew w Kazachskiej SRR (obecnie Atyrau w Kazachstanie). W wieku 19 lat przeniósł się do Taszkentu, gdzie w 1987 ukończył studia w Instytucie Teatralno-Artystycznym im. A.N. Ostrowskiego. Zanim odbył służbę wojskową pracował w taszkenckim teatrze Ilchom oraz w Uzbekfilmie. Tam rozpoczął swoją karierę reżyserską i poznał Wiktora Wierżbickiego, aktora z Taszkentu, który stał się on najbliższym współpracownikiem Biekmambietowa i grał w większości filmów, które ten reżyserował. W latach 1992–1997 Biekmambietow na zamówienie Siergieja Rodionowa nakręcił 18 odcinków reklamowej serii pt. Wszechświatowa historia Banku Imperial, która stała się klasyką reklamy rosyjskiej. W 2004 na podstawie książki Siergieja Łukjanienki wyreżyserował film Straż Nocna, który zdobył niemałą popularność w Rosji i poza jej granicami. Dwa lata później, w 2006 powstała druga część, Straż Dzienna, również reżyserowana przez Biekmambietowa. W planach jest też trzecia część, Wieczorna straż. Debiutem Biekmambietowa w Hollywood był film Wanted – Ścigani, który swoją premierę w miał 27 czerwca 2008.

## Filmografia
jako reżyser
- Peszawarskij wals (Пешаварский вальс, 1994)
- Arena (2001)
- Escape from Afghanistan (2002)
- Straż Nocna (Ночной дозор, 2004)
- Straż Dzienna (Дневной дозор, 2006)
- Ironia losu. Kontynuacja (Ирония судьбы. Продолжение, 2007)
- Wanted – Ścigani (2008)
- Choinki (Елки, 2010)
- Choinki 2 (Елки 2, 2011)
- Abraham Lincoln: Łowca wampirów (Abraham Lincoln: Vampire Hunter, 2012)
- Ben-Hur (2016)

jako scenarzysta
- Peszawarskij wals (1994)
- Escape from Afghanistan (2002)
- Straż Nocna (2004)
- Straż Dzienna (2006)
- Ironia losu. Kontynuacja (2007)

jako producent
- Apollo 18 (2011)
- Królowa Śniegu (2012)
- Hardcore Henry (2015)